# 阿丽亚娜集团
阿麗亞娜集團（英語：ArianeGroup），前身為空中巴士賽峰發射公司，是歐洲航空航天公司空中巴士和法國賽峰集團於2015年組建的合資企業。它由三大核心業務組成：航空航天（軌道推進系統和設備），國防和安全，以發展為目標並隨後生產亞利安6號運載火箭。
2016年，ArianeGroup的主要地點是法國的聖梅達爾-昂雅勒，圣梅达尔-昂雅勒，库鲁（航天中心），韦尔农，勒艾朗和萊米羅以及德國的Lampoldshausen，不來梅和奧托布倫。[4]